# Valenciennellus
Valenciennellus is een geslacht van straalvinnige vissen uit de familie van diepzeebijlvissen (Sternoptychidae). Het geslacht is voor het eerst wetenschappelijk beschreven in 1895 door Jordan & Evermann.

## Soorten
- Valenciennellus carlsbergi (Bruun, 1931)
- Valenciennellus tripunctulatus (Esmark, 1871)